# Bryan (Ohio)
Bryan è una località degli Stati Uniti d'America, capoluogo della contea di Williams, nello Stato dell'Ohio.